# Аткинсон, Луиза
Кэролайн Луиза Уоринг Аткинсон (англ. Caroline Louisa Waring Atkinson; 25 февраля 1834, Олдбери, Новый Южный Уэльс — 28 апреля 1872, Суонтон, Новый Южный Уэльс) — австралийская писательница, натуралистка и художница-иллюстратор.

## Биография
Родилась в Австралии. Её отец, автор одной из первых книг на континенте, посвящённых сельскому хозяйству («An Account of the State of Agriculture» и «Grazing in New South Wales», 1826), умер когда Луизе было 8 месяцев. Мать также писала рассказы для детей. Получила домашнее образование.

## Научная и творческая деятельность
Считается одной из ведущих ботаников Австралии XIX века. Совершила несколько поездок в удалённые районы Австралии, где изучала флору и фауну.
Была специалисткой-зоологом. Хорошей таксидермисткой. Любовь к ботанике проявилась у неё во всем многообразии. Ей принадлежит заслуга в открытии и описании нескольких новых видов растений, растущих в Голубых горах и южной части Нового Южного Уэльса. В её честь названы ремнецветниковые растения Atkinsonia, Erechtites atkinsoniae и Epacris calvertiana, а также папоротник D. atkinsonii.
Свои работы богато иллюстрировала изображениями животных, птиц, насекомых, рептилий, писала пейзажи.
Помещала статьи в «The Sydney Morning Herald» и «Horticultural Magazine».
Одна из первых австралийских писательниц. Автор первого романа «Gertrude the Emigrant» (1857), написанного женщиной-австралийкой.

## Избранная библиография
- Gertrude the Emigrant: A Tale of Colonial Life by an Australian Lady (1857)
- Cowanda: The Veteran’s Grant: an Australian Story by the Author of Gertrude (1859)
- Debatable Ground of the Carlillawarra Claimants (1861)
- Myra (1864)
- Tom Hellicar’s Children (1871)
- Bush Home
- Tressa’s Resolve (1872)

С детства страдала от порока сердца. Умерла через несколько дней после рождения ребёнка.

## Галерея

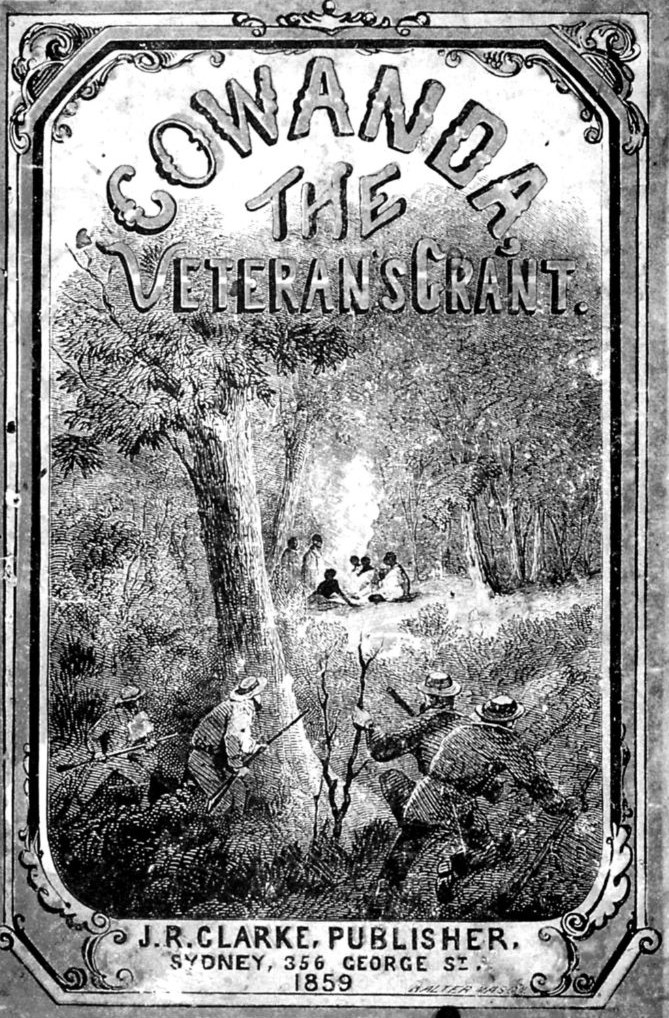
Титульный лист книги Аткинсон «Cowanda»
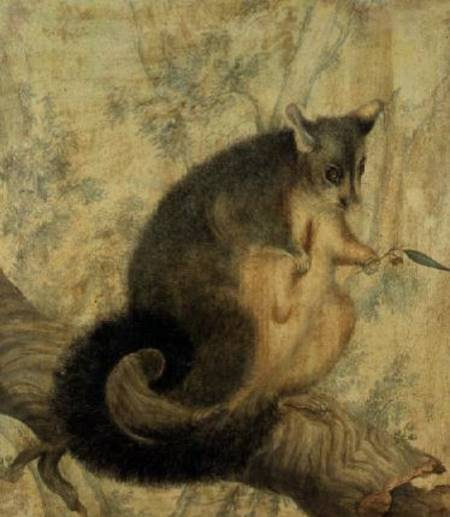
Иллюстрация Аткинсон. The Possum
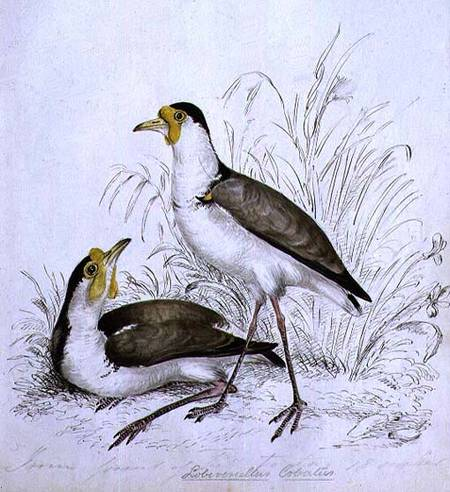
Иллюстрация Аткинсон. Sandpipers